# 暗号通貨

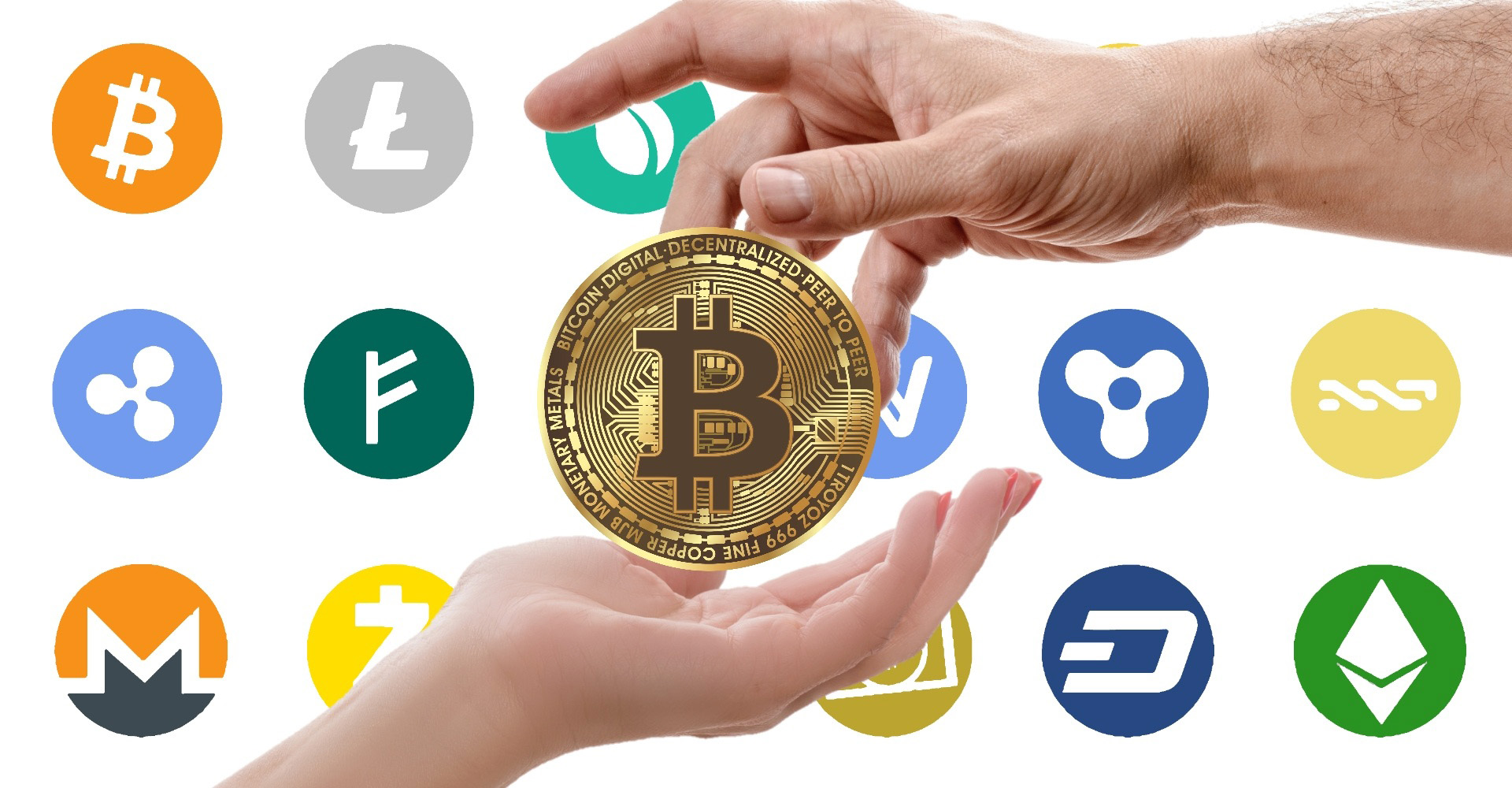
暗号通貨の種類によって、さまざまなロゴがある。

暗号通貨（あんごうつうか、英: cryptocurrency、crypto-currency、crypto）は、交換媒体として機能するよう設計されたデジタル資産の事であり、個々のコインの所有権の記録は電子化されたデータベースという形の台帳に保存され、強力な暗号によって、取引履歴の安全性が保障され、新たなコイン生成が管理され、所有権の移転が確認されるものである。
暗号通貨は物理的な形態（紙幣など）を持つものではなく、一般的に中央権者によって発行されるものではない。 典型的な暗号通貨は分散的（非中央集権的）に管理されており、中央銀行発行デジタル通貨とは対照的なものである。
暗号通貨が生成される時、または発行前の生成時、または特定利用者から発行される時、それは一般的に中央集権的とされる。非中央集権的な管理が実装された時、個々の暗号通貨は、分散化した台帳技術（通常はブロックチェーン）を通して、公的な金融取引データベースとして機能する。
2009年1月3日にオープンソースソフトウェアとして最初に公開されたビットコインは、最初の分散型暗号通貨である。ビットコインの公開以来、他の多くの暗号通貨が作成されてきた。

## 概要
分散型暗号通貨はその暗号通貨システム全体から集合的に生成されるものである。その生成の速さはそのシステムがいつ作られたか、およびそのシステムが公知のものであるかによって決まる。連邦準備制度のような集中型銀行システムおよび経済システムにおける貨幣供給量の統制は、取締役会や政府によって、法定紙幣の製造または銀行のデジタル台帳上での増額要求によりなされる。
しかしながら、会社もしくは政府は暗号通貨を製造することはできない。また会社や政府そのものが、分散型暗号通貨における資産価値を保有する他の会社、銀行もしくは企業体を援助したことは2017年12月現在までない。分散型暗号通貨を支える基盤的技術システムを開発したのはサトシ・ナカモトとして知られる集団もしくは個人である。
2015年3月の時点で数百の仕様の暗号通貨が存在し、その大部分は初の完全に実装された分散型暗号通貨であるビットコインと類似していて、かつビットコインからフォークしたものである。暗号通貨システムにおける台帳の安全性、一貫性そして均衡は、採掘者と呼ばれる相互に信頼しない関係者からなる共同体によって維持される。採掘者は自身のコンピューターを用いる一般大衆であり、採掘者によって取引の正当性が確認され、取引は特定のタイムスタンプスキームに則り台帳に追加される。
暗号通貨台帳のセキュリティは採掘者の大部分が金銭的動機から公正に台帳を維持しようとするという仮定にもとづいている。
大部分の暗号通貨はその発行量が徐々に減少するよう設計されていて、貴金属のように将来的に流通する通貨の総量には上限が設けられている。金融機関が保有したり現金としてやりとりされる普通の通貨と比べると、暗号通貨は法執行機関に押収されにくい。現存する暗号通貨はすべて擬似匿名であるが、Zerocoin とその分散ローンダリング機能などが示唆するように、純粋な匿名性も実現されうる。

## 歴史
1998年、Wei Daiがb-moneyという匿名分散電子金融システムの概要を発表した。そのすぐあと、Nick SzaboがBit Goldを作った。Bit Goldは、ビットコインなどの追随する暗号通貨と同様に、使用者にプルーフ・オブ・ワークという実績を解除することを要求した。プルーフ・オブ・ワークは暗号の完全な答えが公開されることで解除される。
最初の分散型暗号通貨であるビットコインは2009年に偽名のソフトウェア開発者サトシ・ナカモトによって開発された。ビットコインは暗号学的ハッシュ関数SHA-256をそのプルーフ・オブ・ワークスキームに用いた。2011年4月にはNamecoinがネット検閲を非常に困難にするだろう分散化DNSの形成を目的として開発された。それからまもない2011年10月には、ライトコインが公開された。ライトコインはハッシュ関数としてSHA-256の代わりにscryptを用いた暗号通貨としては初めての成功を収めた。その他の特筆すべき暗号通貨として、Peercoinはプルーフ・オブ・ワークとプルーフ・オブ・ステークとを併用して成功した初の暗号通貨であった。その他にも多くの暗号通貨が開発されてきたものの成功を収めたものはごくわずかである。なぜならばそれらが技術革新においてもたらすものがほとんどなかったからであった。2014年8月6日、イギリスは同国大蔵省に暗号通貨と、もしあるならばイギリス経済において暗号通貨が果たしうる役割の調査研究を委嘱したことを発表した。同省による調査は規制を検討すべきか否かについても報告することとされた。
2014年以降、Monero、イーサリアム、およびNxtといったいわゆる第2世代暗号通貨が登場した。それらは不可視アドレス、スマートコントラクト、サイドチェーンもしくはサイドアセットといった高度な機能を備えている。
2015年、Cardano（カルダノ）等の第3世代暗号通貨が誕生した。例えば、Cardanoはプルーフオブステークブロックチェーンネットワークであり、マルチアセット台帳および検証可能なスマートコントラクトを備えた分散化アプリケーションを開発するためのプラットフォームとして開発されている。保証性に優れた形式手法を用いて構築されたCardanoは、第2世代暗号通貨には十分にない実用性のあるアプリケーションに必要とされるスケーラビリティ、相互運用性、サステナビリティを実現することを目指している。
2017年12月3日、原油確認埋蔵量世界1位 で経済危機に陥っているベネズエラのニコラス・マドゥロ大統領は石油や天然ガスなどの資源で裏付けられた暗号通貨のペトロを導入することを発表し、1月5日に1億単位が発行された。国家が発行する暗号通貨という点では世界初である。

### 評価
中央銀行の代表的人物たちは、ビットコインなどの暗号通貨の採用は経済全体に対する信用価値への中央銀行の影響力に深刻な課題をもたらすことになるとしていて、また、暗号通貨を用いた取引が普及するにつれて法定紙幣に対する消費者の信頼が確実に損なわれるとも述べている。
中央銀行上級役員Gareth Murphyは「（暗号通貨が）広く用いられれば、政府が経済の舵取りをするために用いる経済活動のデータを統計局が集めることに支障をきたすことにもなるだろう」と述べている。彼は金融および為替レート政策の重要な機能に対する中央銀行の統制に仮想通貨は新たな課題を投げかけると警告した。
ビットコインATM Robocoinの創始者Jordan Kelleyは2014年2月20日にアメリカ合衆国初のビットコインATMを開始した。テキサス州オースティンにあるその端末は、見かけは銀行ATMと同様だが運転免許証や旅券などの政府発行身分証明書をスキャナで読み取って利用者の個人認証を行うようになっている。

## アーキテクチャ

### タイムスタンピング
暗号通貨は種々のタイムスタンピングスキームを用いることで、ブロックチェーン台帳に追加された取引を信頼できる第三者によってタイムスタンピングしてもらう必要を回避している。

### プルーフ・オブ・ワークスキーム
最初に開発されたタイムスタンピングスキームはプルーフ・オブ・ワークスキームだった。これは最も広く使われているスキームであり、SHA-256に基づいている。ビットコインがSHA-256を導入し、またLitecoinなどの通貨で用いられるscryptにもSHA-256が導入された。後者はいまや暗号通貨業界で多数を占めていて、少なくとも480の実装が確認されている。
その他のプルーフ・オブ・ワークに用いられるハッシュ関数にはCryptoNight、BLAKE、SHA-3、およびX11が含まれる。

### プルーフ・オブ・ステークスキームおよび複合スキーム
プルーフ・オブ・ワークスキームとプルーフ・オブ・ステークスキームを組み合わせて用いる暗号通貨もある。プルーフ・オブ・ステークは暗号通貨ネットワークの安全性を確保し、利用者に対して一定量の通貨の所有権提示を要求することで分散合意を得る手法である。これはプルーフ・オブ・ワークシステムとは異なる。プルーフ・オブ・ワークスキームでは電子取引の正当性確認のために難しいハッシュ関数を走らせるが、プルーフ・オブ・ステークスキームは一般に通貨ごとのコードに依存するので、標準形式は現在存在しない。

### ウォレット
ウォレット (Cryptocurrency wallet) とは暗号通貨を格納する財布のことだが、口座番号を発行できたり直接相互に送金できる点においては個人銀行に近い。採掘（マイニング）の機能も持っている。
厳密には、ブロックチェーンにおけるウォレットとは、ブロックチェーン上のアドレスに対応する秘密鍵が保管されているデータベースを指す。この秘密鍵によって、ブロックチェーン上の対応するアドレスにアクセスすることができ、送金等の実行ができる。
仮想通貨ウォレットには「ホットウォレット」と「コールドウォレット」があり、各ウォレットはさらに細かく分かれている。

## 理論価格

### ストック対フローモデル
元々、貴金属などのコモディティ価格に対して適用されていたモデルであるが、2019年に暗号通貨に対してもストック対フローモデル（stock-to-flow model, S2F model）が理論価格のモデルとして通用することが発表された。これは経済学のフローとストックに基づく物で、暗号通貨のストック（既に存在している分）とフロー（新規にマイニングされる分）の比率、つまり
希少性 ＝ ストック ÷ フロー
に基づいて理論価格が決まるというモデルの仮説である。ストックが {\displaystyle f(t)=e^{t}} だとすると、その微分であるフローは {\displaystyle f'(t)=e^{t}} であり、この時、希少性 = 1と定数になり安定する。ストックが指数関数よりも速く増えれば希少性は減少し、指数関数よりも遅く増加すれば希少性は増大する。ビットコインのストックの増加は指数関数よりも遅いため希少性が増大していく。

## ステーブルコイン
ステーブルという英語は「安定した」と言う意味である。ビットコインなどの暗号通貨は、価値の裏付けとなる国家などからの信用がなく価格が安定しないのに対して、アメリカドルなどの法定通貨やゴールド等と等価交換(ペッグ)することで、大きく変動せずに安定して利用できる利便性、国家が発行する信用貨幣の裏付けを借用する通貨である。同価値を維持するためには、信用の担保となるゴールドやアメリカドルが暗号通貨を管理発行する会社の発行額と同程度保有されている必要があるが、その保証は外部からは確認できない。
また、マネーロンダリングやテロ資金などの犯罪対策を行う政府間組織である金融活動作業部会(FATF)は、犯罪に利用されているものと推測し、さらに利用が普及されることに警戒を強めている。
担保の種類によって4種類に分けられる。
- 法定通貨担保型
  - テザー (暗号通貨) - 米ドルと等価交換の暗号通貨。同額の信用を得るには、テザーの発行額と同額のアメリカドルを保有している必要があるが疑問視されており、損失を隠しているとしてニューヨーク州から訴追を受けている[33]。
  - TrueUSD、TUSD - TrustToken社が発行する米ドルに連動した法定通貨担保型のステーブルコイン。
  - USDCoin、USDC - 米ドルに連動した法定通貨担保型のステーブルコイン。 時価総額はステーブルコインの中でUSDTに次いで2位。
  - BinanceUSD、BUSD - 米ドルに連動した法定通貨担保型のステーブルコイン。  仮想通貨取引所のBinance(バイナンス)が発行。
- 仮想通貨担保型 - 他の暗号通貨（イーサリアムなど）が担保の物
  - MakerDAO社のDAI、SAI
- コモディティ担保型 － 金などの市場価値のある物品が担保の物
  - テザー・ゴールド、デジックス・ゴールド
- 無担保型 
  - テラUSD - 法定通貨担保型のルナと経済システムの仕組みによって連動するアルゴリズムを組むことで担保するアルゴリズム型無担保暗号資産。旧来の経済システムの欠点、信用失墜でルナとテラ両方に売りが殺到して暴落した[35]。

## 経済的側面
暗号通貨は主として既存の銀行及び政府機関外で用いられインターネットを介してやり取りされる電子通貨である。この代替的、分散型の取引方式は発展の初期段階にあるものの、既存の通貨及び支払いシステムと競合する特異な見込みがある。

### 暗号通貨市場での競争
2018年1月時点で、約1500の暗号通貨が存在する。暗号通貨市場の資本は、上位からビットコイン、イーサリアム、Ripple、ビットコインキャッシュ、カルダノであり、時価総額上位10位までの暗号通貨だけで、暗号通貨市場の8割近くを占める。通貨発行による利益獲得機会のために、様々な企業が暗号通貨市場に参入しており、採掘ビジネスが注目度を上げる一方で、採掘に必要なコンピュータ部品も高騰し、参入コストは高くなっている。
暗号通貨市場開拓の分析ではネットワーク外部性が重要な役割を果たす。任意の通貨はその使用者が増えるほど高い使用価値をもつようになるから、通貨の人気はその成功に不可欠である。経済学者らは、たとえば最も人気な暗号通貨方式ビットコインのような大規模な競争者はその増大する取引プールの大きさからより多くの新規利用者を獲得し、結果として実効的に市場で優位となるという仮定を立てている。

### 雑誌での利用
2015年9月には査読制学術雑誌Ledger (ISSN 2379-5980) が創刊された。この学術誌は提出する論文ファイルのハッシュをデジタル署名することを執筆者に勧めていて、これにより論文ファイルはビットコインブロックチェーン上にタイムスタンプが残る。加えてこの雑誌は執筆者に対し論文の1ページ目に個人のビットコインアドレスを載せることを求めている。

## 法的側面
暗号通貨の法的地位は国によって大きく異なり、多くの国では未定義であるか変遷の過程にある。明示的に暗号通貨の使用と取引を許している国々もあるものの、暗号通貨を禁止したり制限したりする国々もある。同様に諸々の政府機関、省庁、および裁判所によってビットコインの分類は様々である。

### 各国における法的地位

#### アメリカ合衆国
2014年3月25日、アメリカ合衆国内国歳入庁 (Internal Revenue Service, IRS) はビットコインを通貨としてではなく税制上の資産として扱うことを決定した。これはビットコインが米国においては譲渡所得税の課税対象となることを意味する。この決定の恩恵としては、これによりビットコインの法的地位が明確になることが挙げられる。これ以後、投資家はビットコインへの投資やビットコインから得られた利益が違法であるか、またそれらをどのようにして IRS へ申告すべきかについて悩まずに済むようになった。ビットコインは伝統的な通貨よりも貴金属市場に近い特徴を備えていることから、IRS の決定はその理由付けは別としてもビットコインの性質にふさわしいものである。

#### 中華人民共和国
中国人民銀行は2014年前半という極めて早い段階で中国国内の金融機関によるビットコインの取り扱いを禁止した。

#### 日本
日本では暗号通貨は資金決済に関する法律第2条第5項で定義されている暗号資産に該当する。個人の売買による所得は総合課税の雑所得に該当する。
政治家個人への献金は、暗号通貨は金銭及び有価証券ではないが、財産上の利益による寄付に該当すると2019年10月18日に日本政府は閣議決定した。

#### ロシア
ロシアでは暗号通貨そのものは合法であるが、ロシア国内においてロシアルーブル以外の通貨を用いて商品を購入することがそもそも違法である。

### 商標権
暗号通貨に関わる法的問題は政府とのあいだに起こるものばかりではない。例えばCoinyeはそのロゴにラッパーカニエ・ウェストを無許可で使用したオルトコインである。Coinyeは元々Coinye Westという名称であったので、カニエ・ウェストの代理人がCoinyeのEメール管理者David P. McEnery Jr. に対して停止命令を送付した。同停止命令は、Coinyeが意図的な商標の侵害であること、不正な競合であること、サイバー海賊行為であること、および商標希釈化であることを述べ、外観の類似およびカニエ・ウェストの名称の使用を停止するよう命じた。

### 規制されていないグローバル経済についての懸念
2009年のビットコイン開始以後オンライン通貨の人気と需要が増すにつれて、そのような種々の暗号通貨が提供する規制されていない個人対個人のグローバル経済が社会全体への脅威となるかもしれないという懸念も大きくなった。オルトコインが匿名ウェブ犯罪の道具となるかもしれないという懸念が多い。
暗号通貨ネットワークは規制が明らかに欠如した様相を呈していて、そのことが通貨の分散化された為替および使用を望む多くの利用者を惹きつけてきた。しかしながら、この規制の欠如こそが脱税やマネーロンダリングを望む犯罪者を潜在的に助けているとして批判的に評価されてきた。
これらオルトコインの使用や為替に伴って生じる取引は正規の銀行システムとは独立しているために個人の脱税を容易にする。課税対象所得の記録作成はたとえば米国では課税対象者のIRSへの申告のみに基づいているから、追跡不可能なこともあるほど複雑な為替方式である暗号通貨を用いた取引を計上することはきわめて難しい。
大多数の暗号通貨が提供する匿名性システムもまたマネーロンダリングの単純な方法として用いられうる。財務関係者や海外の銀行口座からなるこみいった網を通じた資金洗浄よりも、オルトコインを通じた資金洗浄のほうが金融機関と関わることが少ないし匿名取引によってなすことができる。暗号通貨のためのマネーロンダリングサービスは存在し、ビットコイン需要を満たしている。同サービスは複数の供給源からのビットコインを混ぜることで入金アドレスと出金アドレスとの関係を不明瞭にしている。

## 詐欺事件
2013年8月6日、テキサス州東部地方連邦裁判所下級判事Amos Mazzantは暗号通貨が（明示的にはビットコインが）金銭として使えるから、すなわち商品やサービスの支払いに充てることができ、個人の生活費の支払いができ、および従来の通貨と両替可能であるから、暗号通貨は通貨もしくは金銭の一形態であると裁定を下した。この裁定により、証券取引委員会は暗号通貨を含むセキュリティー詐欺の管轄権を得た。
2013年10月26日には中国のビットコイン取引プラットフォームGBLが突然閉鎖し、契約者はログインできなくなり500万ドル相当のビットコインが失われた。
2014年2月には、世界最大のビットコイン取引所マウントゴックスの破産公表により暗号通貨は全国的なヘッドラインを飾った。同社はおそらく窃盗により、4億7300万ドル弱相当の顧客のビットコインを喪失したと発表した。これはおよそ75万ビットコインに相当し、当時存在していたビットコイン総量の約 7% に相当した。その他のニュースのなかでも同社の破綻により、ビットコインの価格は2013年12月の約1,160ドルから2014年2月には400ドル未満へ下落した。
2015年3月31日、当時麻薬取締局捜査官とアメリカ合衆国シークレットサービスであった2人組が通信詐欺、マネーロンダリング、およびシルクロードに対する連邦捜査中のビットコインの盗難に関わるその他のいくつかの違法行為の罪で告発された。
2015年12月1日には、Homero Joshua GarzaがPaycoin開発に伴うセキュリティ詐欺で告発された。Garzaは現在機能を停止しているGAW Minersという暗号通貨採掘機器販売ウェブサイトの所有者であった。彼はデータセンターの機器で採掘を行う「クラウドマイニング」を隠れ蓑に綿密なねずみ講の企てを首謀した。彼はhashletsというクラウド採掘者がZenportalというクラウドにおいて暗号通貨を採掘していると称したが、実際には暗号通貨を採掘するものは存在しなかった。Zenportalは1万人以上の利用者を擁しhashletsの販売で1,900万米ドルを得ていた。GAW MinersはGarzaと有名なセキュリティ会社Stuart Fraser of Cantor Fitzgeraldによって共同設立されたものだった。

### ダークネット市場
暗号通貨はシルクロードのようなオンライン闇市という論争を呼ぶ環境においても使われている。オリジナルのシルクロードは2013年10月に閉鎖され、それから2つのバージョンが使われてきた。現在使用されているのはシルクロード3.0である。シルクロードで成功を収めたフォーマットはオンライン闇市で広く用いられ、その後のオンライン闇市の分散処理化を促した。シルクロードの最初の閉鎖後の数年において著名な闇市は4から12へと増加し、掲載された薬物の数量は18,000から32,000へと増した。
闇市は法的側面において多くの課題を呈している。闇市で用いられるビットコインその他の暗号通貨形式はほぼ世界中で明確に、法的に分類されていない。米国ではビットコインは仮想資産と称される。このような不明確な分類は世界中の法執行機関に対して闇市における流動的な薬物取引に追いつく圧力をますます増している。
大多数のダークネット市場がTorによって運営されているため、闇市はパブリックドメイン上で比較的容易に見つかる。これは、闇市のアドレスや闇市で売られている薬物に係るカスタマーレビューや公開フォーラムサイトは見つかるものの、そのどれもがあらゆる形式の利用者の有罪を立証しないことを意味する。この類の匿名性は闇市の販売者と購入者のどちらについても法的追及の手から逃れることを可能にする。結果として法執行機関は個々の市場と薬物販売業者を間引きし供給を断つ活動に固執する。しかし、急速に拡大し匿名である闇市場に追いつくことができない法の追及の手に対し、販売業者と供給者は一歩先を行くことができる。

## 批判
- ジャーナリストJoshua BrusteinとTimothy Leeはビットコインの高いボラティリティから来る問題性に懸念を表明した[58]。
- Jason O'Gradyはオルトコインにおける風説の流布の企てを報じた[59]。
- コミュニティは事前採掘、隠れた活動の開始、もしくはオルトコイン創始者に対する極端な報酬を欺瞞的慣習として指摘している[60]。しかしこれはデジタル暗号通貨の設計に固有な部分としても有用であり、例として Ripple が挙げられる[61]。事前採掘は採掘コードが公開される前から通貨の創始者によって通貨が製造されることを意味する[62]。
- 大半の暗号通貨は既存の暗号通貨の焼き直しであり微々たる違いしか持たず、そこに目新しい技術開発はない。前述のCoinyeやDogecoin[63]は、その典型例である[64]。そのような、技術開発を目的としない焼き直し的な暗号通貨は、日本国外では「シットコイン（shitcoin、糞コインの意）」[63] と呼ばれる。日本国内では、一部コミュニティが前述の「シットコイン」を使っていたほか、語感が汚いとして造語された「草コイン」[註 1]（「笑い」を意味するネットスラングの「草」に由来する）が使われる[65]。
- 銀行は一般に暗号通貨のためのサービス提供をしていないし、時として仮想通貨企業へのサービス提供を拒むことがある[66]。
- ローカルストレージに保存した暗号通貨をマルウェアやデータ消失によって恒久的に失うことは往々にしてある。これは物理メディアの破損によっても引き起こされ、失われた暗号通貨は市場から事実上永遠に姿を消す[67]。
- 暗号通貨が主流になるために満たすべきと目されている基準は複数ある。暗号通貨を受け入れる小売業者は増えているが、その数はまだ少ない[68]。
- 暗号通貨におけるビットコインなどの技術的進歩に伴い、採掘者は特別なハードウェアとソフトウェアを要するようになったために参入費用は高い[69]。
- 暗号通貨取引は通常一定数のブロックが取引を確認した後は取り消すことができない。クレジットカードにはあって暗号通貨には欠けている機能の1つに、詐欺に対する支払い取り消しのような消費者保護がある[11]。
- 背景や開発者が不透明な暗号通貨もある[70]。
- 暗号通貨は高度な暗号化技術により管理されるデジタル通貨であるものの、複数の政府がその中央統制能力の欠如と金融セキュリティへの影響を懸念して慎重な姿勢をとっている[71]。
- 環境に関心のある人々は、暗号通貨採掘という得るものの少ないことのために莫大なエネルギーが費やされることを懸念している[72]。
- 伝統的な金融商品は強力な消費者保護が付いている。しかしビットコインは消失したまたは盗まれた場合、消費者の損失を抑える権限を行使する仲介人が存在しない[73]。
- 複数の国の規制機関が暗号通貨の使用に関して警告を発し、使用を控えさせるための具体的な規制手段を講じたところもある[74]。

## 問題点
暗号通貨には、日本円や米ドルなどの法定通貨のような手形交換所がないが、登録を受けた暗号資産交換業者は存在している。決済記録に関する義務の規定がないが、ブロックチェーン技術によって決済記録は公開されている。
暗号通貨に対しては、以下の様な問題点が指摘されている。ブロックチェーンはこれらの原因になりうる。
- 利用者に対する価値の保証が無い。
- 街が停電したら使えない
- 電磁パルスを撃たれたらデータが全て消える可能性がある
- 51%攻撃による取引記録の改ざんの恐れがある。(ビザンチン将軍問題)
- 闇市場を生みやすい。
- 課税の逃げ道になる。
- 資金洗浄に利用される。
- いわゆる「セミナー商法」による、投資詐欺の可能性。[76]（詐欺への注意喚起公報。）
- 仮想通貨と法定通貨とを交換する取引所の管理体制の甘さ。[77]　[78]
- 電力の無駄問題。（採掘を有意な演算であるBOINCやFolding@homeに委ねる動きもある。）
- これから先、AI（人工知能）やロボットに置換されうる労働力に対して、準労働性の経済対価。

暗号通貨に対しては、利用者・投資家保護や資金洗浄・脱税防止などを目的に、国家や業界団体などが規制を及ぼす動きも進んでいる。

## ビットコイン為替レート
| 現在のBTCの為替レート  | 現在のBTCの為替レート | 現在のBTCの為替レート |
| ---------------------- | --------------------- | --------------------- |
| Google finance         | JPY                   | USD                   |
| CoinHack(コインハック) | BTC(日本円)           | メインレート          |

## 註釈
1. ↑  あとから、時価総額の低い暗号通貨という意味が付加されて、二通りの意味合いが込められている[65]。

## さらに詳しく知るための発展資料
- Chayka, Kyle (2013年7月2日). “What Comes After Bitcoin?”.   Pacific Standard. 2014年1月18日閲覧。